# Helwangspitz
Helwangspitz är en bergstopp i Liechtenstein. Den ligger i den centrala delen av landet, 3 km öster om huvudstaden Vaduz. Toppen på Helwangspitz är 2 000 meter över havet eller 222 meter över den omgivande terrängen. Bredden vid basen är 1,3 km.